# Utagawa Toyohiro

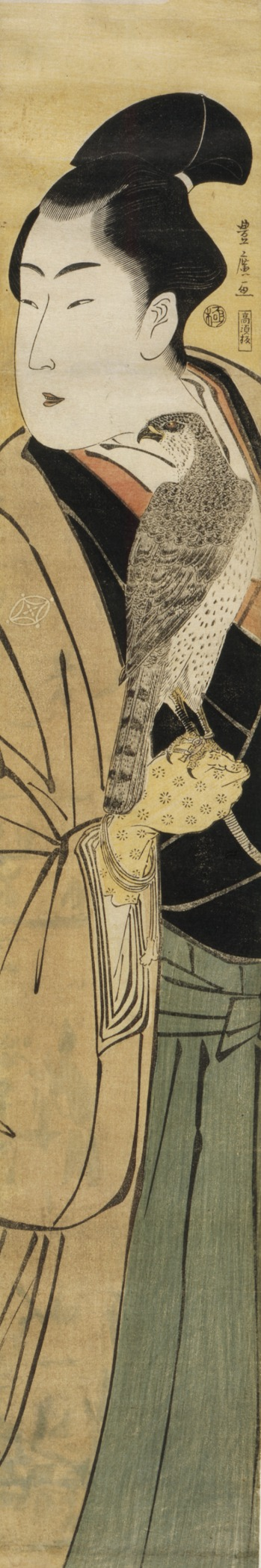
Falkner

Utagawa Toyohiro (japanisch 歌川 豊広; geboren 1774 in Edo (Provinz Musashi); gestorben 15. Januar 1830 ebenda) war ein japanischer Ukiyoe-Künstler der späten Edo-Zeit.

## Leben und Wirken
Utagawa Toyohiro, eigentlich Okajima Tōjirō, war ein Schüler von Utagawa Toyoharu und nannte sich Ichiryūsai (一柳斎). Obwohl ein Bildkalender auf das Jahr 1788 sicher von ihm stammt, beschäftigte er sich hauptsächlich mit Illustrationen für gedruckte Bücher.
Erst gegen Ende der Kansei-Ära (1789–1801) begann er, ernsthaft Entwürfe für Mehrfarbendrucke (錦絵, nishiki-e) und Buchillustrationen herzustellen. Von der Kyōwa-Ära (1801–1804) bis zur frühen Bunka-Ära (1804–1818) war er als Illustrator für Bücher im Kusazōshi-(草双紙)-Stil tätig, wobei „Kusa“ (wörtlich „Gras“) hier bedeutet, dass es in den Geschichten um etwas Lebensähnliches, aber nicht um Authentisches geht. Der Schriftsteller Kyokutei Bakin erkannte Toyohiros Fähigkeiten, so dass dieser von 1806 bis etwa 1827 viele Illustrationen für Kyokuteis Yomihon (読本) – „Lesebücher“ – zeichnete. Ab der mittleren Periode der Bunka-Periode nahm der Umfang seiner Produktion plötzlich ab.
Toyohiros Malstil änderte sich im Laufe seines Lebens weniger als der von Utagawa Toyokuni. Er war gemäßigter und weniger auffallend. Er ist bekannt als Lehrer von Utagawa Hiroshige. Sein Grab befindet sich im Tempel Senkō-ji (専光寺) in Toranomon, Bezirk Minato, Tokio.

## Bilder

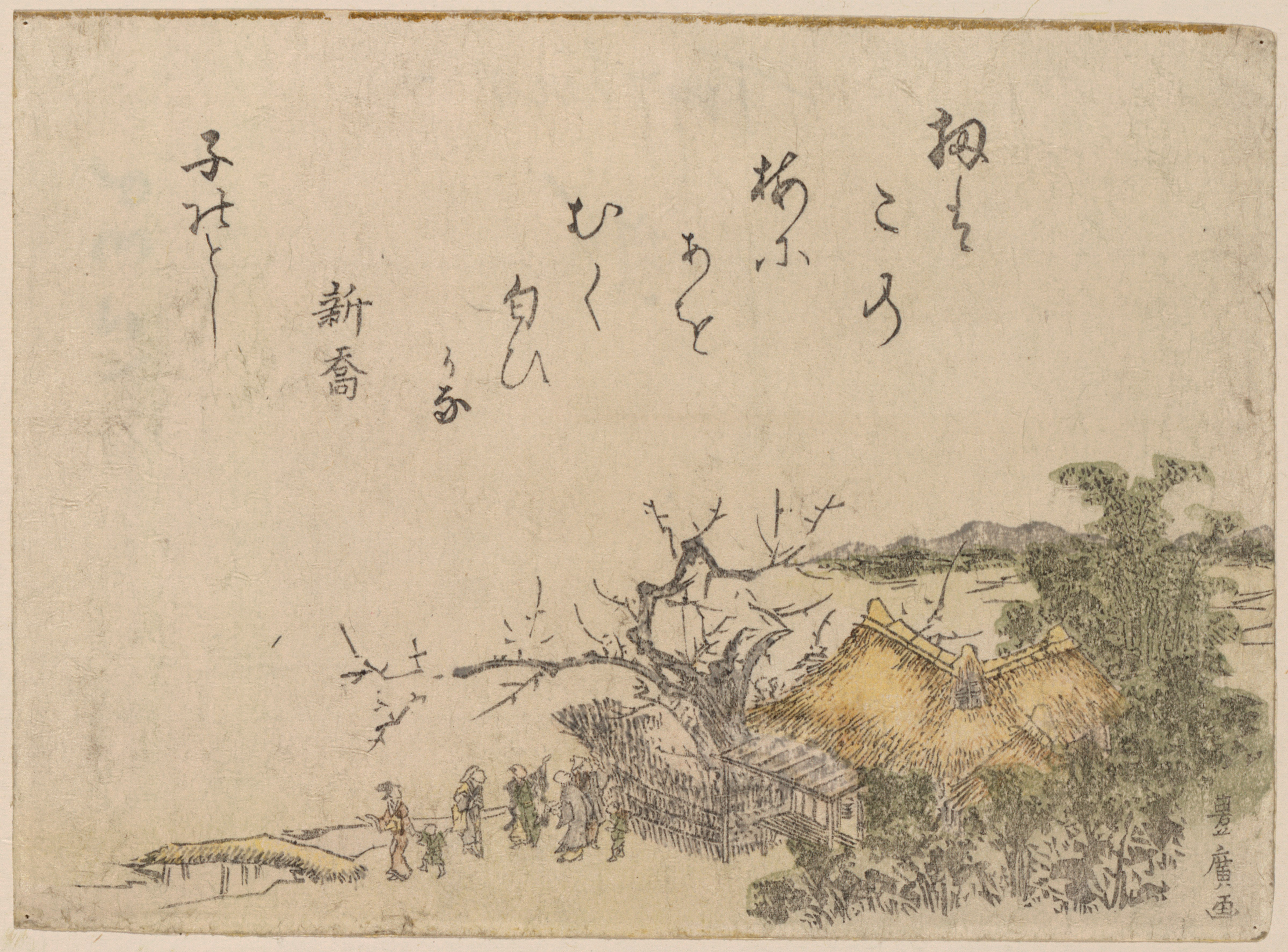
Pflaumenbaum auf dem Lande, „Surimono“
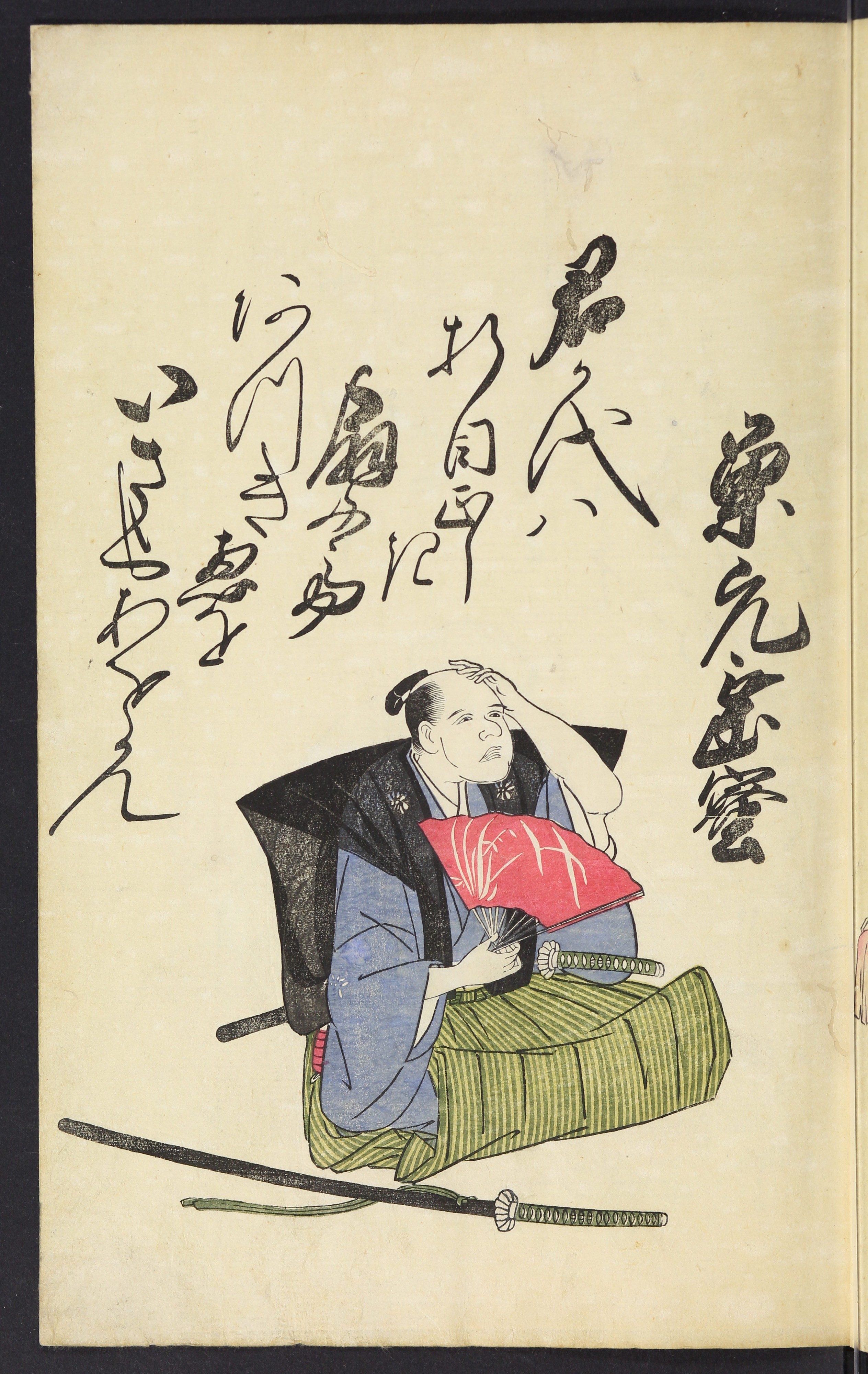
Porträt
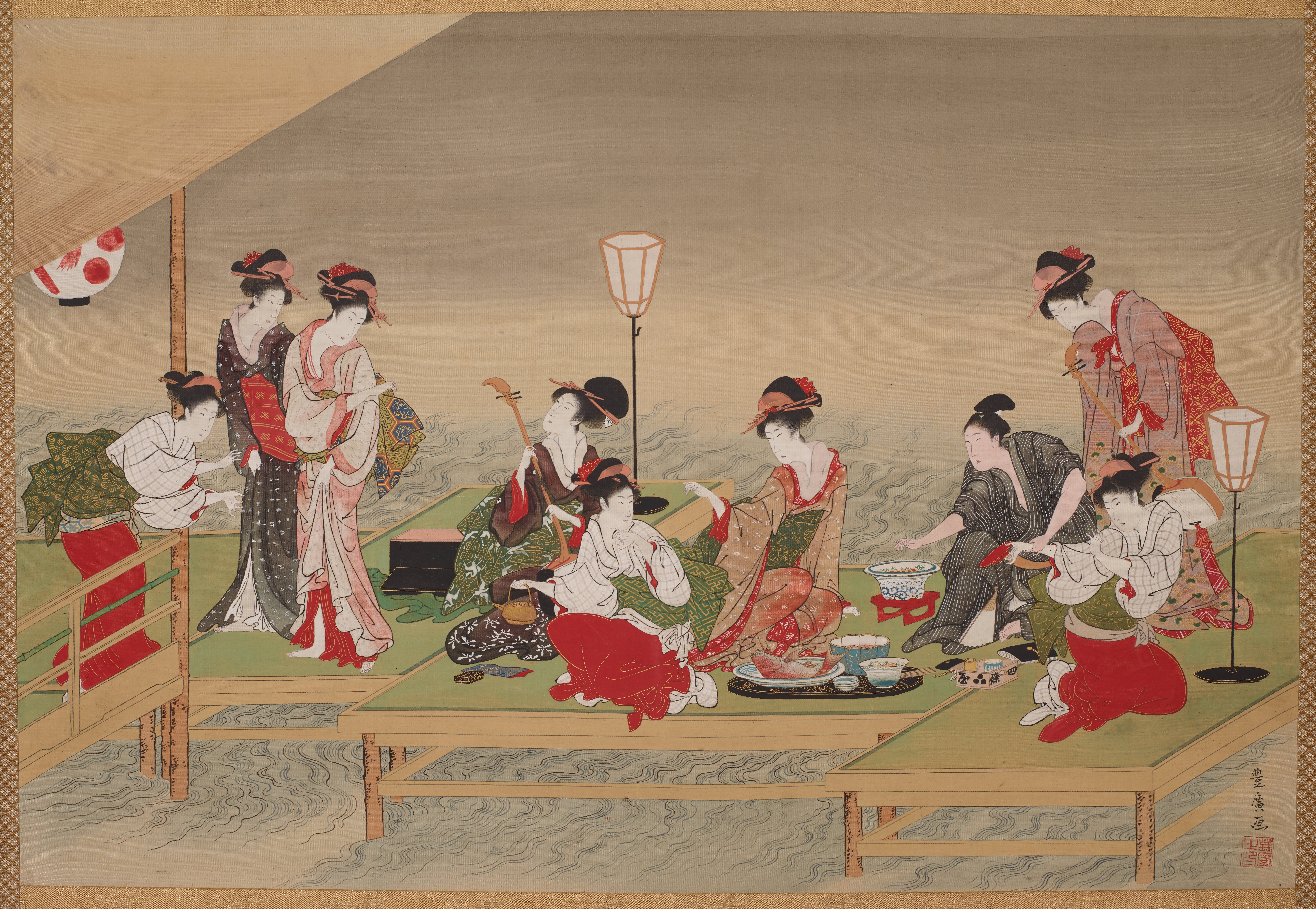
Sommergesellschaft am Kamo-Fluss
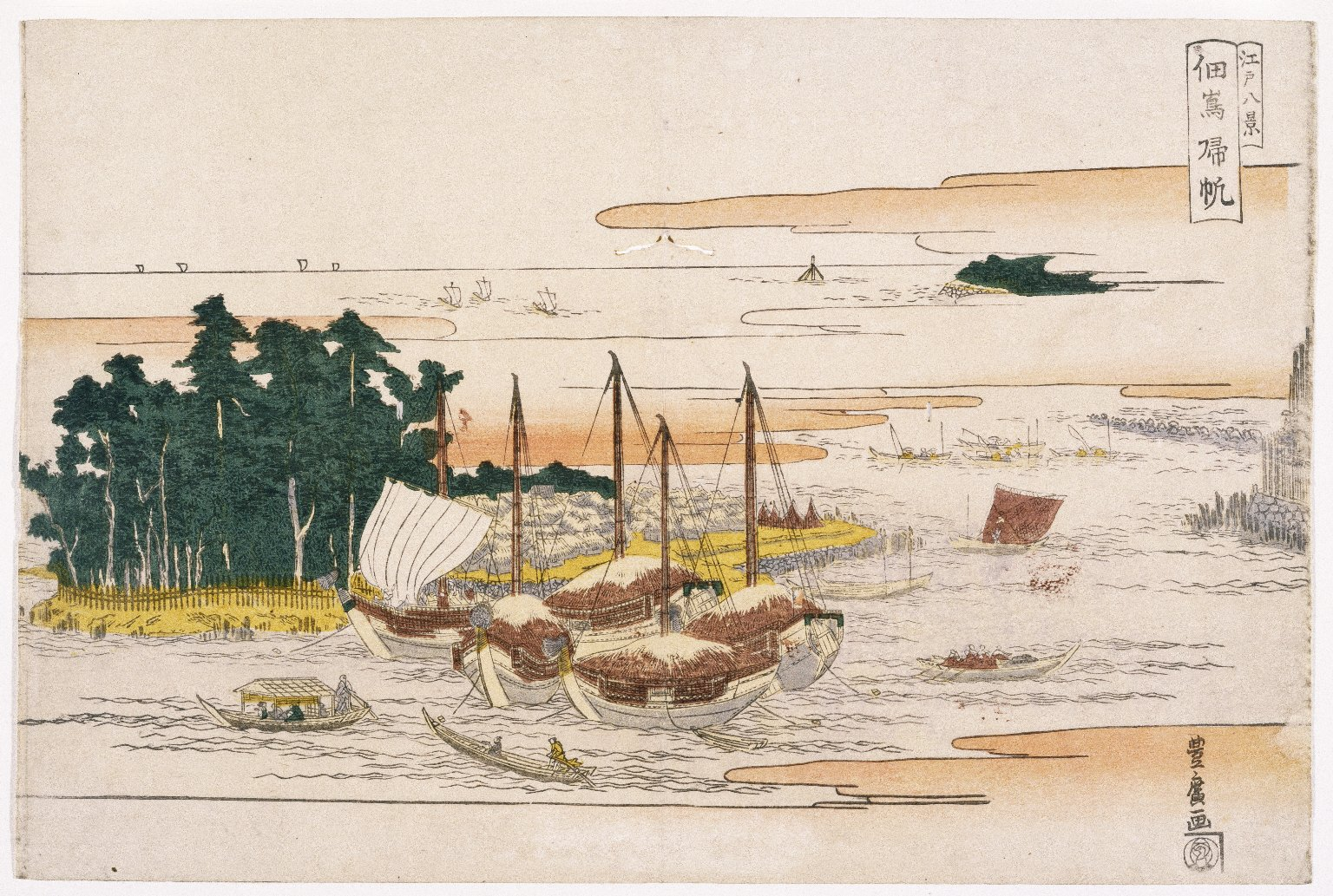
„Heimkehrende Segel bei Tsukuda“[A 3]。